# 傳田章
傳田 章（でんだ あきら、1933年5月20日 - ）は、日本の中国文学者・中国語学者。東京大学名誉教授。放送大学名誉教授

## 来歴
長野県に生まれる。長野県長野北高等学校を経て、1956年、東京大学文学部中国文学科を卒業した。引き続き大学院に進み、1958年に修士課程を修了した。
1974年、東京大学教養学部助教授（中国語）となり、1985年に教授に昇格した。1994年に定年退官して、名誉教授となる。
放送大学教授も務めた。

## 編著書
- 『明刊元雑劇西廂記目録』編.汲古書院、1979
- 『中国語 1』放送大学、1989
- 『中国語 2』放送大学、1991
- 『中国語 3』放送大学、1992
- 『中国語 4』放送大学、1993
- 『現代中国語基礎』内山書店、1995
- 『現代中国語基礎. 作文』内山書店、1995
- 『中国語 2 2001』放送大学、2001
- 『中国語 1 2001』放送大学、2001
- 『言語文化研究 2』木山英雄共編著.放送大学、2002